# Eurata elegans
Eurata elegans là một loài bướm đêm thuộc phân họ Arctiinae, họ Erebidae.